# Catorce de Noviembre
Catorce de Noviembre è un comune (corregimiento) della Repubblica di Panama situato nel distretto di Río de Jesús, provincia di Veraguas. Si estende su una superficie di 56,7 km² e conta una popolazione di 787 abitanti (censimento 2010).